# Oakland, Iowa
Oakland là một thành phố thuộc quận Pottawattamie, tiểu bang Iowa, Hoa Kỳ. Năm 2010, dân số của thành phố này là 1527 người.

## Dân số
Dân số qua các năm:
- Năm 2000: 1487 người.
- Năm 2010: 1527 người.